# Elegantie

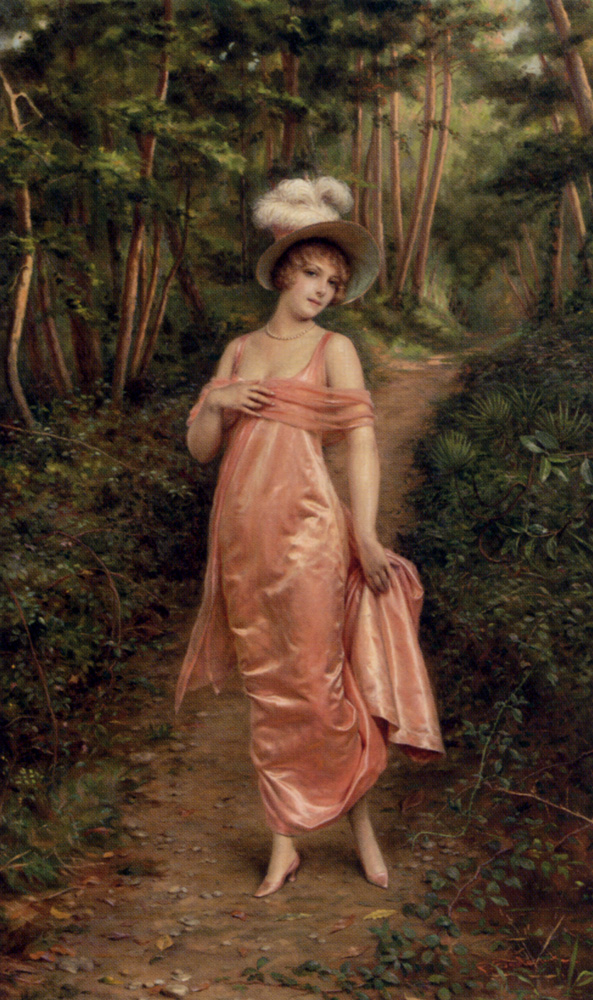
Elegance of the Epoque door Frédéric Soulacroix (1858–1933)

Elegantie is schoonheid die voortkomt uit een zekere eenvoud en doeltreffendheid.
Elegantie is een esthetisch concept. Het hangt meestal samen met het weglaten van het overbodige, zodat de essentiële kant of de natuurlijke schoonheid van iets naar voren komt. Het speelt een rol in de beeldende kunst, decoratieve kunsten, architectuur, etiquette, literatuur, wetenschap en de esthetiek van wiskunde.
Elegante dingen vertonen een bepaalde mate van verfijning, subtiliteit of sierlijkheid, en – in wetenschappelijke zin — een verrassende precisie, simpliciteit of generaliseerbaarheid.

## Omschrijving
Belangrijke componenten van het concept elegantie zijn onder meer eenvoud, natuurlijkheid en consistentie, waarbij de nadruk ligt op de essentiële kenmerken van een object. In de kunsten is een verfijnde gratie of ingetogen schoonheid van oudsher een van de uitgangspunten van esthetiek.
Visuele stimuli met een klein aantal kleuren en vormen, waardoor een aantal belangrijke kenmerken naar voren komen, worden vaak als elegant beschouwd.

## Wetenschapsfilosofie
In de wetenschapsfilosofie worden twee aspecten van het concept 'eenvoud' onderscheiden: elegantie (syntactische eenvoud), waarbij het gaat om het aantal en de complexiteit van de hypothesen, en parcimonie (ontologische eenvoud), waarbij het gaat om het aantal en de complexiteit van de aannames.

## Wiskunde

Een voorbeeld van wiskundige schoonheid: een eenvoudig en elegant bewijs van de stelling van Pythagoras.

Bij het oplossen van wiskundige problemen vertoont de oplossing voor een probleem (zoals een bewijs van een wiskundige stelling) elegantie als deze verrassend eenvoudig en inzichtelijk is, maar toch effectief en constructief. Aan dergelijke elegante oplossingen liggen vaak een minimaal aantal aannames en berekeningen ten grondslag, terwijl ze een uitkomst of benadering geven die in hoge mate generaliseerbaar is.  Op dezelfde manier kan een computerprogramma of algoritme elegant zijn, als uit een kleine hoeveelheid code een groot effect voortvloeit.

## Scheikunde
In de scheikunde wordt eveneens gezocht naar elegantie in theorie, methode, techniek en procedure. Elegantie kan bijvoorbeeld voortkomen uit creatieve spaarzaamheid en veelzijdigheid in het gebruik van hulpbronnen, in de manipulatie van materialen en in de effectiviteit van syntheses en analyse.